# Billy Walker (Fußballspieler, 1897)
William Henry „Billy“ Walker (* 29. Oktober 1897 in Wednesbury, Sandwell; † 28. November 1964 in Sheffield) war ein englischer Fußballspieler und -trainer. Als Spieler war er für Aston Villa aktiv. In seiner Trainerlaufbahn betreute er u. a. Sheffield Wednesday und Nottingham Forest.

## Karriere als Spieler
Billy Walker verbrachte seine komplette Spielerlaufbahn bei Aston Villa und erzielte dabei in 478 Ligaspielen 214 Tore. Damit ist er bis heute der beste Torschütze in der ewigen Bestenliste des Vereins. 1920 gewann er mit seiner Mannschaft den FA Cup durch ein 1:0 über Huddersfield Town.
Zwischen 1920 und 1932 bestritt er 18 Länderspiele für die englische Fußballnationalmannschaft und erzielte dabei neun Tore.

## Karriere als Trainer
Von 1933 bis 1937 trainierte er Sheffield Wednesday. Sein größter Erfolg bei seiner ersten Trainerstation war der Gewinn des FA Cup 1935 durch ein 4:2 über West Bromwich Albion.
Nach einer Zwischenstation beim unterklassigen Verein Chelmsford City, dessen erster Trainer er nach der Gründung 1938 war, übernahm er 1939 den Trainerposten bei Nottingham Forest. Sein neuer Verein spielte seit dem Abstieg aus der Football League First Division 1924/25 in der zweiten Liga. Auch unter dem neuen Trainer Billy Walker gelang die Rückkehr in die First Division nicht, vielmehr stieg der Verein in der Saison 1948/49 in die dritte Liga ab. In der Saison 1950/51 gelang jedoch bereits die Rückkehr in die Second Division und sieben Jahre später der Aufstieg in die Football League First Division 1957/58. Die Freude über die Rückkehr in die erste englische Liga nach 32 Jahren wurde 1959 durch den Gewinn des FA Cup zusätzlich gesteigert. Nottingham Forest bezwang im Finale vor 100.000 Zuschauern im Wembley-Stadion Luton Town mit 2:1. Ein Jahr später beendete er seine Trainerlaufbahn.
Billy Walker starb am 28. November 1964 im Alter von 67 Jahren in Sheffield.

## Erfolge
- FA-Cup-Sieger: 1920 (als Spieler mit Aston Villa)
- FA-Cup-Sieger: 1935 (als Trainer mit Sheffield Wednesday)
- FA-Cup-Sieger: 1959 (als Trainer mit Nottingham Forest)